# Mathias Ortega
Mathias Ortega, né le 17 avril 1987  à Vénissieux est un joueur français de handball évoluant au poste d’ailier droit.

## Biographie
Après avoir évolué au Villeurbanne HBA, il rejoint en 2007 le Paris Handball pour six saisons. À la suite de l'arrivée de Qatar Sports Investments en 2012, le club de la capitale change de stature : Ortega et d’autres joueurs parisiens se trouve écartés de l’équipe première où ils n’évoluent plus que très épisodiquement. En 2013, le divorce est consommé entre les deux parties et Ortega rejoint alors Angers Noyant qui évolue en ProD2. En mars 2015, il se rompt les ligaments croisés et le club angevin ne reconduit pas son contrat. Ecarté des terrains pendant de nombreux mois, il fait sa rééductation à Capbreton et en décembre 2015 il poursuit sa remise à niveau avec la 2e division d'Angers. En juin 2016, il signe pour la prochaine saison avec le club espagnol de Villa de Aranda qui évolue en Liga asobal. Depuis 2018 il évolue au Villeurbanne HBA en Nationale 1.

## Parcours professionnel
- -2007 :  Villeurbanne HBA
- 2007-2013 :  Paris Handball
- 2013-2016 :  Angers Noyant
- 2016-2017 :  Villa de Aranda
- 2017-2018 :  Villefranche HB
- 2018-     :  Villeurbanne HBA